# Cladomyza densa
Cladomyza densa är en tvåhjärtbladig växtart som beskrevs av Hans Ulrich Stauffer. Cladomyza densa ingår i släktet Cladomyza och familjen Amphorogynaceae. Inga underarter finns listade i Catalogue of Life.